# Али Сроур
Али Сроур (род. 11 июня 1994), также известный как «Принц Али» — профессиональный боксёр из Норвегии ливанского происхождения. Он несколько раз становился чемпионом Норвегии и чемпионом Скандинавии.

## Ранние годы
Сроур родился в норвежском городе Тёнсберг, его родители — ливанцы. Начал заниматься боксом, когда ему было 12 лет, в боксёрском клубе ТК в своем родном городе Тёнсберге. В 12 лет Али начал свою любительскую карьеру и в последующие годы 8 раз становился национальным чемпионом и 2 раза чемпионом Скандинавии среди юниоров, в весовых категориях до 49, 56, 60 кг.
Али проявил свой настоящий талант и стиль ещё в ранние годы. Его сравнивают с Насимом Хамедом. Образцами для подражания для Сроура были Насим Хамед и Мохаммед Али.

## Профессиональная карьера
У Сроура был непростой переход в профессионалы. Сроур должен был драться в андеркарте боя Сесилии Брекхус против Микаэлы Лорен 21 октября 2017 года в Ослофьорд-Конвеншн-Центре, но оппонент отказался от боя из-за травмы. Затем Сроур отправился в Мексику и там начал свою профессиональную карьеру. 

## Личная жизнь
Сроур мусульманин. Он всегда молится, прежде чем выйти на ринг.

## Профессиональный бокс
| Профессиональное резюме бокса |
| ----------------------------- |

| 4 боя      | 4 победы | 0 поражений |
| ---------- | -------- | ----------- |
| с нокаутом | 3        | 0           |
| с решением | 1        | 0           |

| No. | результат | запись | враг                                                                    | тип | раунды, время | Дата            | место нахождения           | заметки |
| --- | --------- | ------ | ----------------------------------------------------------------------- | --- | ------------- | --------------- | -------------------------- | ------- |
| 4   | победа    | 3-0    | Георгий Гачечиладзе                                                     | UD  | 4/4           | 20 октября 2018 | Шиен, Норвегия             | [ 7 ]   |
| 3   | победа    | 3-0    | Луис Анхель Диас Рамирес                                                | TKO | 3/4           | 10 марта 2018   | Гвадалахара, Мексика       | [ 8 ]   |
| 2   | победа    | 2-0    | Эфрен Мартинес Лопес Архивная копия от 27 марта 2018 на Wayback Machine | TKO | 1/4           | 10 февраля 2018 | Сан-Хосе-Итурбиде, Мексика | [ 9 ]   |
| 1   | победа    | 1-0    | Рафаэль Эррера                                                          | KO  | 2/4           | 2 декабря 2017  | Пуэрто-Вальярта, Мексика   | [ 10 ]  |